# GSLP–Alliance libérale
Le GSLP-Alliance libérale (en anglais : GSLP–Liberal Alliance) est une coalition politique de centre gauche gibraltarienne composée du Parti travailliste-socialiste de Gibraltar (GSPL) et du Parti libéral de Gibraltar (LPG).

## Historique
La première participation électorale de la coalition sont les élections générales de février 2000, au cours de laquelle le GSLP et le LPG — ce dernier étant le successeur direct du Parti national de Gibraltar — remportent 7 sièges à l'Assemblée, perdant contre le parti de centre droit des Sociaux-démocrates de Gibraltar (GSD).
Lors des élections suivantes de 2003, la coalition est défaite de nouveau, en remportant à nouveau 7 sièges, tout comme les élections générales de 2007.
Les élections générales de 2011 marquent la première victoire de la coalition, en remportant 10 sièges au Parlement de Gibraltar, formant le gouvernement pour la première fois, avec le chef du GSLP Fabian Picardo en tant que ministre en chef.
Lors des élections générales de 2015, l'alliance est reconduit au gouvernement avec 68 % des voix et 10 sièges. La majorité est reconduite lors des élections de 2019, en conservant le même nombre de sièges et celles de 2023, en remportant 9 sièges.

## Résultats électoraux

### Élections législatives
| Élection | Voix    | %     | Sièges  | +/–           | Statut       |
| -------- | ------- | ----- | ------- | ------------- | ------------ |
| 2000     | 46 896  | 40,57 | 7 / 15  | Nv            | Opposition   |
| 2003     | 44 920  | 39,69 | 7 / 17  |               | Opposition   |
| 2007     | 70 397  | 45,49 | 7 / 17  | en stagnation | Opposition   |
| 2011     | 85 414  | 48,88 | 10 / 17 | 3             | Gouvernement |
| 2015     | 100 950 | 68,44 | 10 / 17 | en stagnation | Gouvernement |
| 2019     | 83 122  | 52,50 | 10 / 17 | en stagnation | Gouvernement |
| 2023     | 89 941  | 50,04 | 9 / 17  | 1             | Gouvernement |

### Élections législatives partielles
| Élection | Voix  | %     | Sièges |
| -------- | ----- | ----- | ------ |
| 1999     | 4 395 | 51,47 | 1 / 1  |
| 2013     | 4 899 | 49,84 | 1 / 1  |